# Mark Tullio Strukelj
Mark Tullio Strukelj est un footballeur italien né le 23 juin 1962 à Dorking (Angleterre). Il évoluait au poste de milieu de terrain.

## Biographie
Mark Tullio Strukelj commence sa carrière à l'US Triestina en 1979.
Il est notamment joueur de l'AS Rome lors de la saison 1983-1984.
Lors de la campagne de Coupe des clubs champions en 1983-84, il joue un seul match : lors de la finale perdue contre Liverpool, il entre en jeu durant la prolongation, juste avant la séance de tirs au but échouée par le club romain.
Il joue onze matchs en Serie A lors de la saison 1983-1984. Le 14 janvier 1984, il marque son seul but dans ce championnat, sur la pelouse du club de Pise.
Il remporte la Coupe d'Italie durant la même saison en 1984.
En 1984-1985, Mark Tullio évolue sous les couleurs du Pise SC.
De 1986 à 1988, il devient joueur de l'AC Reggiana.
Il est ensuite joueur de Trévise jusqu'en 1990.
Par la suite, Tullio dispute deux saisons avec l'US Arezzo.
En 1992-1993, il est joueur de l'AC Pistoiese.
Il raccroche les crampons en 1994 après une dernière saison avec le Castel San Pietro.

## Palmarès
AS Rome
- Coupe d'Italie (1) :
  - Vainqueur : 1983-84.

- Coupe des clubs champions :
  - Finaliste : 1983-84.